# مسلسل دستی استرلینگ
مسلسل دستی استرلینگ(به انگلیسی: Sterling submachine gun) مسلسل دستی بریتانیایی بود که از سال ۱۹۵۳ تا ۱۹۹۴ در خدمت ارتش بریتانیا قرار داشت. این سلاح به عنوان جایگزینی برای مسلسل دستی استن تولید شد و نخستین نمونه آن در سال ۱۹۴۴ طراحی شد و در سال ۱۹۵۱ پس از انجام یک رقابت میان چهار نوع مسلسل دستی آن را انتخاب کرد. تولید تفنگ تهاجمی اس‌ای۸۰ سبب بازنشسته شدن استرلینگ از ارتش این کشور گردید.
این اسلحه در جنگ‌های بسیاری از جمله عملیات مارکت گاردن (مربوط به جنگ دوم جهانی)، بحران سوئز، سانحه عدن، جنگ سرد، جنگ فالکلند، آشوب‌های ایرلند شمالی و سرانجام جنگ خلیج فارس به خدمت گرفته شد. در مجموع حدود ۴۰۰ هزار قبضه مسلسل دستی استرلینگ تولید شده‌است. این سلاح به کشورهای مختلفی صادر شده و مدل‌هایی از آن در کانادا، هند و شیلی هم تولید شده‌اند.

## مشخصات
وزن این اسلحه بی‌فشنگ ۲٫۷ کیلوگرم، و دارای کالیبر ۹ میلی‌متری‌است و فشنگ‌های ۹x۱۹ م‌م پارابلوم را شلیک می‌کند. نرخ آتش آن نیز ۵۵۰ گلوله در دقیقه می‌باشد. درازای آن با قنداق بازشده ۶۸۶میلی‌متر و طول لوله آن ۱۹۶ میلی‌متر می‌باشد. استرلینگ به‌طور کامل از فولاد و پلاستیک ساخته شده و از یک قنداق تاشونده استفاده می‌کند. برد مؤثر مسلسل دستی استرلینگ ۲۰۰ متر است. یک مدل بدون صدا هم از این اسلحه تولید شده که شتاب گلوله آن برای جلوگیری از شکستن دیوار صوتی کمتر از سرعت صوت شده و در نتیجه برد مؤثر آن به ۵۰ تا ۱۰۰ متر کاهش یافته‌است.
یک مدلی از این سلاح با نام استرلینگ ۷٫۶۲ نیز ساخته شده که فشنگ‌های بسیار پرقدرت‌تر ۷٫۶۲x۵۱ میلی‌متری ناتو را شلیک می‌کند و در نتیجه در کلاس تفنگ‌های جنگی طبقه‌بندی می‌شود. این سلاح به عنوان تفنگ موقت اضطراری در صورت حمله ناگهانی دشمن در دوران جنگ سرد طراحی شده و از خشاب‌های مسلسل برن و تفنگ اف‌ان فال تغذیه می‌شد.

## به‌کارگیرندگان

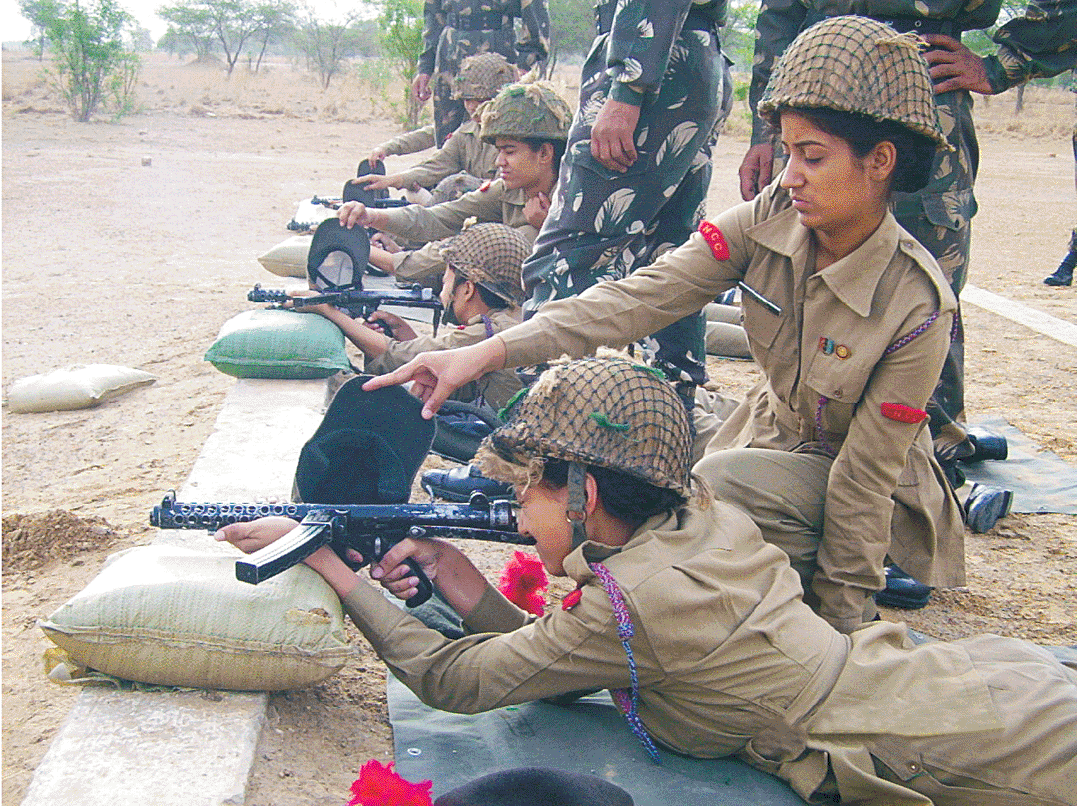
پیاده‌نظام هندی در حال تمرین بااسترلینگ

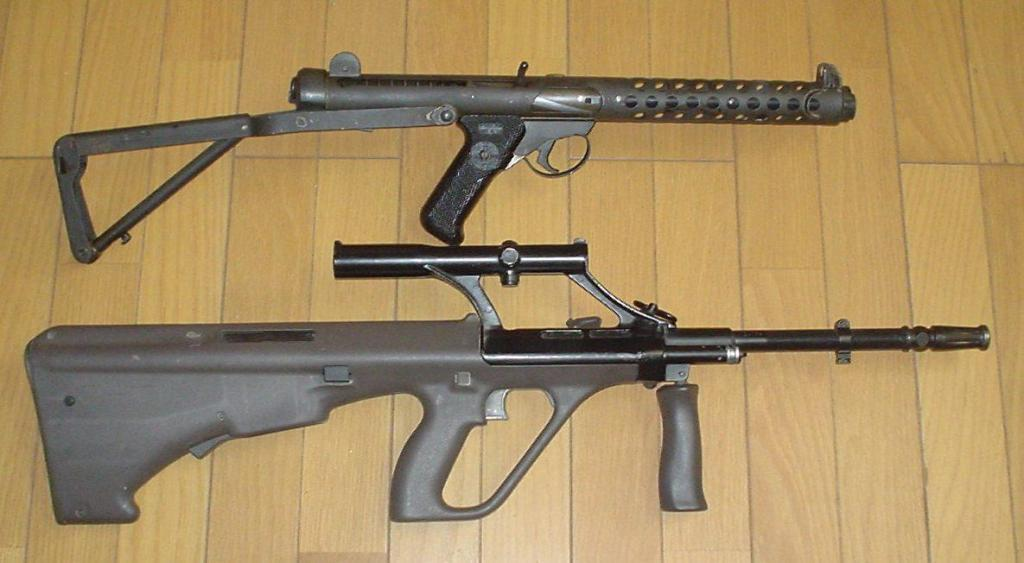
استرلینگ (بالا) و تفنگ اشتایر آاوگ (پایین)

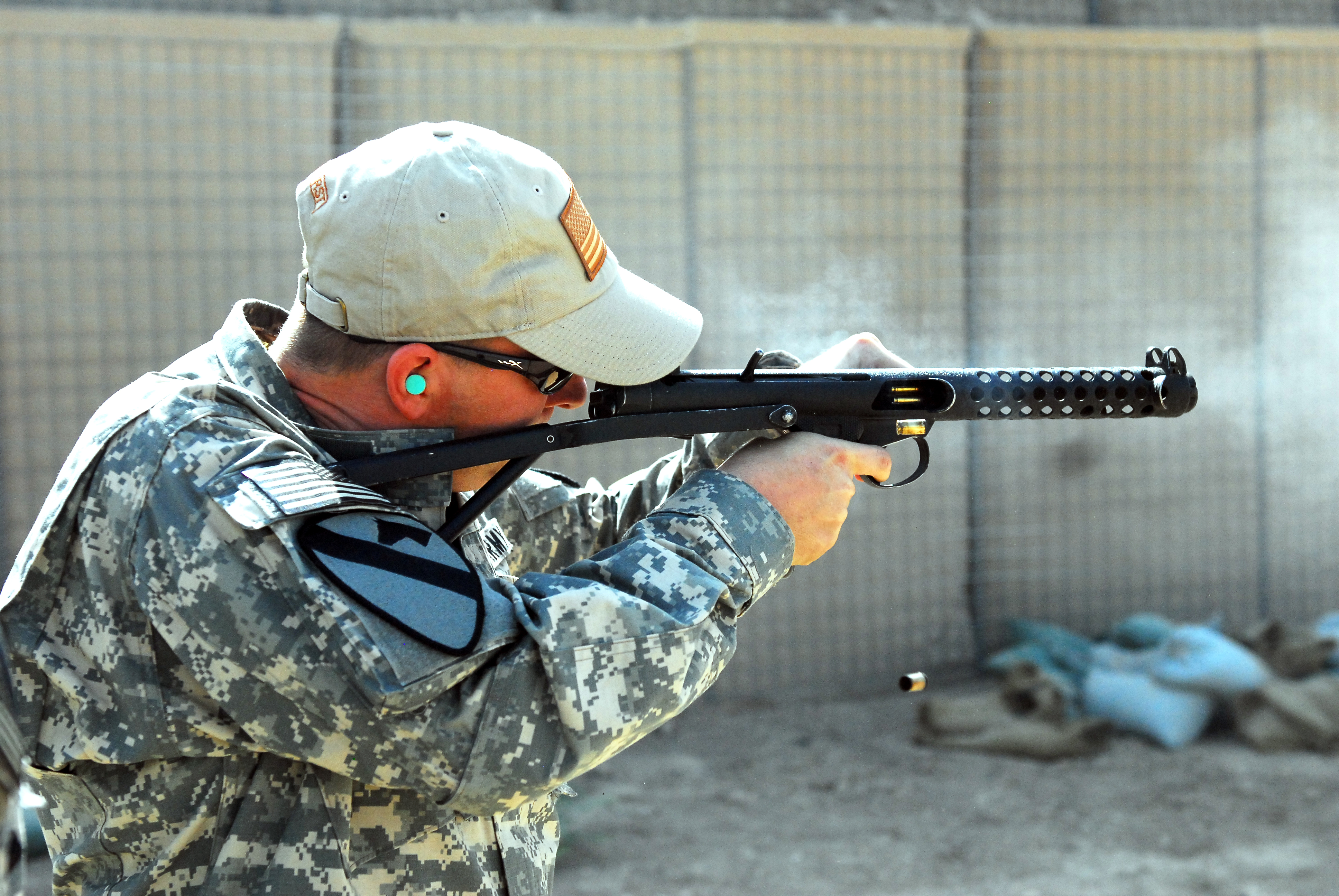
سرباز آمریکایی در حال تمرین با استرلینگ

- آرژانتین
- اسپانیا
- اوگاندا
- باربادوس
- بریتانیا
- بحرین
- برونئی
- بلیز
- بنگلادش
- بوتسوانا
- پاکستان
- پاپوآ گینه نو
- پرتغال
- تانزانیا
- ترینیداد و توباگو
- جامائیکا
- زامبیا
- زیمبابوه
- سری‌لانکا
- اسواتینی
- سودان
- سومالی
- سیرالئون
- عراق
- عمان
- غنا
- فیلیپین
- قبرس
- قطر
- کانادا
- کنیا
- گابن
- گامبیا
- گویان
- لبنان
- لسوتو
- لیبی
- مالاوی
- مالت
- مالزی
- میانمار
- نپال
- نیجریه
- هند